# 広野規矩太郎

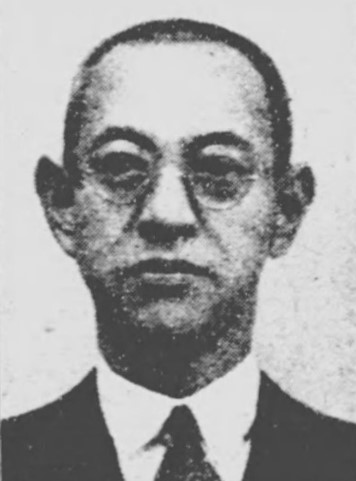
広野規矩太郎

広野 規矩太郎（廣野、ひろの きくたろう、1885年（明治18年）1月4日 - 1961年（昭和36年）12月21日）は、大正から昭和時代前期の政治家、銀行家。衆議院議員（1期）。

## 経歴
実業家・広野織蔵の長男として滋賀県犬上郡彦根江戸町（彦根町を経て現彦根市）に生まれる。彦根中学校（現滋賀県立彦根東高等学校）、第一高等学校を経て、1912年（明治45年）京都帝国大学法科大学政治科を卒業。横浜正金銀行に入行し、本店、大阪、神戸各支店にて勤務。1920年（大正9年）1月、父が頭取を務める百三十三銀行に移り専務取締役に就任した。
のち百三十三銀行、滋賀貯蓄銀行、近江信託、琵琶湖ホテル各取締役、滋賀銀行取締役、同頭取、同会長を歴任する。ほか、彦根、大津各商工会議所顧問、全国地方銀行協会常任理事などを務めた。1942年（昭和17年）4月の第21回衆議院議員総選挙に滋賀県全県区から翼賛政治体制協議会推薦で出馬して当選し、1期務めた。戦後、日本進歩党所属となったが、推薦議員のため公職追放となった。